# Fatima Benomar
Fatima-Ezzahra Benomar (1983, Rabat) es una activista marroquí por los derechos de las mujeres. Se trasladó a Francia en 2001 para continuar sus estudios. En 2009 se incorporó a la asociación Osez le féminisme! de la cual es miembro de la junta, responsable de temas de igualdad profesional. Después de haber participado en las elecciones presidenciales de Francia de 2012 con Jean-Luc Mélenchon, dejó el Partido de Izquierda y cofundó la asociación feminista Les effronté-es. 

## Biografía
Fátima Benomar, nacida en Rabat en 1983, la capital de Marruecos, se cría en una familia de clase media. Su padre es profesor de filosofía. Obtuvo un bachillerato en Artes Plásticas y se interesó en la cultura francesa al asistir al Centro Cultural Francés.
En 2001, a la edad de 17 años, se mudó a Francia. Estudió cine en la Universidad Paris-Diderot. En 2006 formó parte del sindicato la Unión Nacional de Estudiantes de Francia.
Trabajó de manera intermitente en el mundo del espectáculo, como diseñadora gráfica y editora cuando en 2011 se encontró sin un permiso de residencia por tratarse de categorías profesionales no incluidas para autorizar la residencia. Obtuvo su regularización en agosto de 2012 y en septiembre encontró un trabajo.

## Activismo y posiciones políticas
En 2009, se involucró en la lucha feminista uniéndose a la asociación Osez le feminism! -de la que en 2010 fue elegida miembro de la Dirección Nacional- tras ver el documental La Dominación masculina de Patric Jean.
Durante la campaña presidencial de 2012, trabajó junto a Jean-Luc Mélenchon como responsable de temas relacionados con los derechos de las mujeres. Pero por "problemas de democracia interna y de funcionamiento del partido", decidió abandonar el Partido de Izquierda. Esta versión de los hechos será corregida por un testimonio en su blog que informa sobre una campaña de acoso moral interno.
En 2012, participó en la fundación de la asociación feminista Les effronté-es para luchar contra el sexismo y las políticas de austeridad que penalizan los derechos de las mujeres. En marzo de 2017, la revista ELLE calificó a la asociación como la más mediática de las nuevas caras del feminismo.
En 2013, publicó el libro Feminismo: la revolución inacabada (Féminisme: la Revolution inachevée) en Éditions Bruno Leprince, con la introducción escrita por la diputada Marie-Georges Buffet. El mismo año, la realizadora Pascale Berson-Lécuyer hizo un cortometraje sobre ella mientras vivía durante varios meses en una casa ocupada cerca de la Gare du Nord en París. Con el documental ganó el premio a la realizadora del mes a los 12 meses (Rumania), y fue seleccionado para competir en varios festivales, en el festival de cortometrajes Golden Sun (Malta) y en el Festival Internacional de Cine Musulmán de Kazan (Rusia), entre otros.
En la primavera de 2016, participó en las manifestaciones Nuit deout. Presente el 31 de marzo, más tarde se incorpora a la Comisión Feminista.
En junio de 2017, tras un acoso callejero no sancionado por la policía a pesar de que estaban presentes, lanzó una petición solicitando la formación de la policía. En respuesta, el gabinete de Marlène Schiappa, secretaria de Estado en el gabinete del Primer ministro, encargada de la Igualdad entre mujeres y hombres y la lucha contra las discriminaciones, explica que el gobierno ya ha abordado esta cuestión. Un mes antes, seleccionada por el concurso de elocuencia de la Fundación de Mujeres el 12 de mayo de 2017, eligió expresarse en rima sobre el tema del acoso callejero al declamar un poema. Unos meses más tarde, volverá a elegir el tema del acoso callejero al ser invitada a realizar una intervención en el TEDxChampsElyseesWomen.
Fátima Benomar se encuentra entre los firmantes de varios foros, incluida Madame Badinter, ¡vaya a vestir un vestido floral a la Asamblea!, Sr. Macron, ahora decreta un plan de emergencia sobre la violencia contra la mujer, la impunidad debe parar, ¡ Mi cuerpo, mis derechos!, o no queremos más violencia sexual y de género.
En enero de 2019, participó en el trabajo colectivo Cours petite fille! publicado por Éditions des Femmes bajo la supervisión de Samuel Lequette y Delphine Le Vergos, que cuenta con una treintena de colaboradores, entre ellos Natacha Chetcuti-Osorovitz, Maïa Mazaurette, Michelle Perrot, Deborah de Robertis, Sandrine Rousseau, Inna Shevchenko y prefacio por Asia Argento.
El 25 de julio de 2019, Fátima Benomar declaró en una entrevista en video con el canal Konbini que fue víctima de acoso cibernético de la "fachosfera"  en las redes sociales por sus posiciones relacionadas con azafatas en el Tour de Francia, prácticas que considera sexistas. Lanzó una petición en línea con feministas alemanas para denunciar el uso de podiums girls, petición que recolectó cerca de 30,000 firmas. Fatima Benomar dice que "las mujeres no son los premios, recompensas u objetos sexuales. Son atletas y su lugar es en el pódium como deportistas y no como recompensa.

## Libro y video
- feminismo   : la revolución inacabada, Éditions Bruno Leprince, prefacio de Marie-Georges Buffet, 2013[10]
- Acoso callejero, TEDxChampsElyseesWomen, 2017[15]
- ¡Corre niña!, Colectivo bajo la dirección de Samuel Lequette y Delphine Le Vergos, Éditions des Femmes, 2019[21]